# بيتر فان باسن
بيتر فان باسن (بالهولندية: Peter van Paassen) مواليد 12 ديسمبر 1978 في لاهاي، هولندا، هو مدرب كرة سلة هولندي ولاعب معتزل. بدأ مسيرته الاحترافية في سنة 2001. يبلغ طوله 6 قدم 11 بوصة (2.1 م). اعتزل اللعب في 2013.

## المسيرة الاحترافية
لعب مع نادي أوستند لكرة السلة من سنة 2001 إلى 2003، ثم لعب مع نادي دن هيلدر لكرة السلة في موسم 2004–2005، ثم لعب مع نادي أمستردام لكرة السلة من سنة 2005 إلى 2009، ثم لعب مع نادي دين بوش لكرة السلة من سنة 2009 إلى 2013.

## الإنجازات
- الدوري الهولندي لكرة السلة  (2008، 2009، 2011-12)
- الدوري البلجيكي لكرة السلة الدرجة الأولى  (2002)
- كأس بلجيكا لكرة السلة  (2011)

## روابط خارجية
- بيتر فان باسن على موقع كرة السلة الأوروبية.كوم (الإنجليزية)
- بيتر فان باسن على موقع بروبوليرز (الإنجليزية)